# Blériot IX
Il Blériot IX fu uno dei primi aerei francesi e fu costruito nel 1908 dal pioniere dell'aviazione Louis Blériot. L'aereo segnò una battuta d'arresto rispetto ai successi via via crescenti ottenuti da Blériot con i suoi precedenti aeromobili, soprattutto il Blériot VII e il Blériot VIII, con cui il francese era riuscito a stabilire diversi record continentali.

## Storia del progetto
Alla fine del 1908, dopo la distruzione del Blériot VIII, avvenuta il 4 novembre nella campagna di Toury, Blériot decise di tornare nei pressi di Parigi, in particolare a Neuilly-sur-Seine dove aveva già iniziato la costruzione dei tre modelli successivi, i Blériot IX, X e XI.
L'esposizione dei tre modelli avvenne così in occasione del Salon de l'aéronautique, che si tenne al Grand Palais di Parigi nel dicembre 1908, dove furono esposti tutti i più performanti velivoli dell'epoca in attesa dei primi compratori; ad esempio erano lì presenti il R.E.P. 2 di Robert Esnault-Pelterie, l'aerogiro Breguet-Richet, i velivoli Antoinette e l'ultimo biplano dei fratelli Wright, commercializzato in Francia dalla Ariel, che riscosse il maggior successo.
Nonostante fosse afflitto dal fatto di non essere riuscito a vendere nemmeno un esemplare dei propri velivoli, cosa che invece era riuscita ai suoi concorrenti, nei sei giorni di esposizione Blériot continuò comunque i test delle proprie creazioni.
Il Blériot IX era un'evoluzione del Blériot VIII. Esso montava infatti un motore Antoinette 16V, più potente dell'Antoinette 8V montato sui precedenti modelli, che azionava un'elica traente metallica a quattro pale, assolutamente nuova per l'epoca, e dotato di un innovativo sistema di raffreddamento formato da quattro radiatori a vapore, due verticali e situati nel telaio, al di sopra del carrello d'atterraggio, e due orizzontali, montati sul retro. Per il resto, il Blériot IX era un po' più lungo del modello VIII e aveva un'apertura alare più piccola ma una superficie alare maggiore.
Il 26 gennaio 1909, Blériot provò a far decollare il velivolo presso Issy-les-Moulineaux ma non riuscì mai a staccarsi da terra a causa di problemi di perdita di tenuta nei due radiatori verticali. Blériot si rese poi conto che l'aeroplano era troppo pesante per poter volare con la struttura che aveva e decise di passare a sperimentare il modello successivo, il Blériot X, con cui egli abbandonava temporaneamente i monoplani per tornare ai biplani.